# Tiboetes
Tiboetes (Τιβοίτης) fou un príncep de Bitínia. Era oncle del rei Prúsies I de Bitínia.
Vivia al Regne de Macedònia al començament del regnat del seu nebot (228 aC-180 aC). El 220 aC Bitínia va entrar en guerra contra la ciutat de Bizanci, que estava aliada a Rodes (que tenia el suport d'Àtal I de Pèrgam i del general Aqueu, que s'havia apropiat de la sobirania a l'Àsia Menor); Bizanci i els seus aliats van intentar dominar Bitínia aixecant un pretendent, i una delegació bizantina va anar a buscar a Tiboetes a Macedònia.
Però el pretendent va morir pel camí. Prúsies va conquerir diverses possessions romanes d'Orient a Àsia mentre els tracis els pressionaven pel costat europeu, fins que els romans d'Orient van haver de signar una pau desavantatjosa.